# Anaceratagallia aciculata
Anaceratagallia aciculata är en insektsart som beskrevs av Géza Horváth 1894. Anaceratagallia aciculata ingår i släktet Anaceratagallia och familjen dvärgstritar. Inga underarter finns listade i Catalogue of Life.